# ایچی قاتل
ایچی قاتل (انگلیسی: Ichi the Killer) فیلمی ژاپنی در سبک اکشن، کمدی و جنایی به کارگردانی تاکاشی میکه محصول سال ۲۰۰۱ است.

## داستان
یک عامل سادومازوخیست یاکوزا به نام کاکیهارا که به دنبال رئیسش که با سیصد میلیون ین ناپدید شده، می‌گردد، با ایچی برخورد می‌کند. ایچی که قاتلی روانی است، ممکن است بتواند تحقق‌بخش رویاهای خشونت‌بار کاکیهارا باشد...

## بازیگران
- تادانابو آسانو - کاکیهارا
- نائو اوموری - ایچی
- شینیا تسوکاموتو - جیجی‌ای
- سوسومو تراجیما - سوزوکی، از دسته فوناکی
- شون سوگاتا - تاکایاما، از دسته آنجو
- هیروشی کوبایاشی - تاکشی، پسر کانکو
- جون کونیمورا - فوناکی
- هیرویوکی تانکا - کانکو، بادیگارد آنجو

## درونمایه
روزنامه‌نگار سینما تام می (انگلیسی: Tom Mes) اظهار داشته که فیلم در حقیقت ارزیابی بسیار خردمندانه‌ای از خشونت و ارتباط آن با رسانه‌ها و درگیر ساختن مخاطبان است. او نوشت که «این یک پارادکس است اما ایچی قاتل، فیلمی که مرزهای جدیدی در نمایش خشونت و خونریزی تعیین می‌کند، موضعی شدیداً انتقادی در برابر نمایش و مصرف تصاویر خشونت‌آمیز می‌گیرد. گرچه این کار را بدون اینکه هیچگاه موضعی اخلاقی چه در برابر نمایش و چه مصرف بگیرد، انجام می‌دهد و در نتیجه هرگونه اتهام ریکاری از سوی کارگردان را دور می‌زند. میکه نه درس اخلاق می‌دهد و نه شماتت می‌کند اما محرک مخاطبان برای زیر سوال بردن نگرش‌های خودشان نسبت به مشاهده تصاویر خشونت‌بار است. او آن‌ها را به سمت و سویی می‌برد اما نتیجه‌گیری را به خودشان واگذار می‌کند.

## انتشار
نمایش نخست جهانی فیلم در بخش جنون نیمه‌شب (Midnight Madness) جشنواره بین‌المللی فیلم تورنتو ۲۰۰۱ در ۱۴ سپتامبر ۲۰۰۱ بود. فیلم در ژاپن در ۲۲ دسامبر ۲۰۰۱ منتشر شد.
هیئت رده‌بندی سنی فیلم‌های بریتانیا انتشار بدون حذفیات فیلم در این کشور را نپذیرفت و «صحنه‌های بریدن بدن، تجاوز یا ضرب‌وشتم وحشیانه زنان یا لذت جنسی از خشونت» را ذکر کرد. حذف اجباری سه دقیقه و پانزده ثانیه از آن برای انتشار لازم دانسته شد. نسخه سانسورشده در بریتانیا برای بالای ۱۸ سال تأییدیه گرفت. این فیلم در نروژ و مالزی کاملاً ممنوع و در آلمان برای توزیع ممنوع شده‌است.

## واکنش‌ها
در راتن تومیتوز فیلم ۶۵٪ نظر مساعد بر اساس ۴۰ نقد با امتیاز متوسط موزون ۶٫۲۰/۱۰ دارد. اجماع منتقدان وبسایت می‌گوید: «ایچی قاتل یک فیلم خونبار کاملاً شوکه‌کننده است که مطمئناً برای کسانی که معده قوی و میل به خشونت بی‌رحمانه دارند، سرگرم‌کننده است.» متاکریتیک امتیاز ۵۵ از ۱۰۰ را بر اساس ۱۰ نقد را گزارش می‌کند که نشان‌دهنده «نقدهای متضاد یا متوسط» است.